# Furuby
Furuby – miejscowość (tätort) w Szwecji, w regionie administracyjnym (län) Kronoberg, w gminie Växjö.
Według danych Szwedzkiego Urzędu Statystycznego liczba ludności wyniosła: 368 (31 grudnia 2015), 387 (31 grudnia 2018) i 390 (31 grudnia 2019).